# 彭林 (康沃爾郡)
彭林（英語：Penryn）是英國的一個城鎮和民政教區，位於西南英格蘭康沃爾郡。2001年人口普查時，彭林有人口7,166人，2011年時減少至6,812人。